# Nebrioporus depressus
Nebrioporus depressus är en skalbaggsart som först beskrevs av Fabricius 1775.  Nebrioporus depressus ingår i släktet Nebrioporus och familjen dykare. Arten är reproducerande i Sverige. Inga underarter finns listade i Catalogue of Life.